# Joe Strassner
Joe Strassner, auch Joe Straßner, gebürtig John Friedrich Strassner (* 28. April 1898 in Berlin-Charlottenburg; † um den 14. März 1970 in New York City, New York, USA) war ein deutscher Modeschöpfer und Kostümbildner, der bedeutendste Vertreter seiner Zunft im deutschen Film vor 1933.

## Leben
John ‘Joe’ Friedrich Strassner begann seinen beruflichen Werdegang am Theater in München. Später kehrte er nach Berlin zurück und eröffnete auf dem Kurfürstendamm einen eigenen Modesalon. Seit Mitte der 20er Jahre begann der Kinofilm an Bedeutung in Strassners Karriere zu gewinnen. Beim Stummfilm war er vor allem für die Eichberg-Film, die Produktionsfirma des Regisseurs Richard Eichberg, aktiv. Zu dieser Zeit lernte er Eichbergs Protegé Lilian Harvey kennen, für die er zu Beginn des Tonfilmzeitalters besonders intensiv arbeiten sollte.
Im Oktober 1929 gründete er mit Renate Harttung die Joe Strassner GmbH und eröffnete in Berlin, Kurfürstendamm 233, einen eigenen Modesalon.
Strassners Entwürfe zeichneten sich durch großen Chic, Eleganz und Glamour aus. Seine Kostüme und Anzüge wurden von den bedeutendsten Stars jener Jahre getragen, darunter Hans Albers, Heinz Rühmann, Käthe von Nagy, Elisabeth Bergner, Willy Fritsch, Emil Jannings und Anna Sten. Zahlreiche Leinwand-Prominente ließen sich von Strassner auch privat einkleiden. Gemeinsam mit Lilian Harvey folgte Strassner zum Jahresbeginn 1933 einem Angebot aus Hollywood, wo er zunächst die Kostüme zu zwei wenig erfolgreichen US-amerikanischen Harvey-Filmen entwarf. Angesichts mangelnder Anschlussangebote verließ Strassner die USA wieder, konnte aber als Jude in das mittlerweile nationalsozialistisch gewordene Deutschland nicht mehr heimkehren.
Joe Strassner ließ sich 1934 in London nieder und avancierte bis in die frühen 1940er Jahre hinein zum führenden Kostümier des britischen Kinos. Strassner war an einer Reihe zentraler Produktionen der Regisseure Paul Czinner und Alfred Hitchcock beteiligt. Anfang 1937 kündigte Strassner in London die Eröffnung eines eigenen Modesalons an. Seine Firma ‘Strassner Ltd., Haute Couture‘ bestand bis Frühjahr 1941. Zu dieser Zeit, inmitten der Luftschlacht um England, verließ der Jude Strassner das ihm unsicher werdende Großbritannien und übersiedelte in die USA. Strassner ließ sich in Los Angeles nieder und nahm die amerikanische Staatsbürgerschaft an. Aktivitäten in den USA sind kaum nachzuweisen; beim Film und am Theater arbeitete er nicht mehr. Zuletzt lebte Joe Strassner in New York.

## Filmografie
- 1925: Luxusweibchen
- 1925: Leidenschaft
- 1926: Die keusche Susanne
- 1928: Schmutziges Geld (alternativ Song)
- 1930: Hokuspokus
- 1930: Einbrecher
- 1930: Die Drei von der Tankstelle
- 1930: Ein Burschenlied aus Heidelberg
- 1930: Der Mann, der seinen Mörder sucht
- 1930: Ihre Majestät die Liebe
- 1930: Der Mörder Dimitri Karamasoff
- 1930: Ariane
- 1931: Ihre Hoheit befiehlt
- 1931: Die große Attraktion
- 1931: Salto Mortale
- 1931: Nie wieder Liebe
- 1931: Bomben auf Monte Carlo
- 1931: Sein Scheidungsgrund
- 1931: Ronny
- 1931: Stürme der Leidenschaft
- 1932: Zwei Herzen und ein Schlag
- 1932: Der Sieger
- 1932: Zigeuner der Nacht
- 1932: Das Mädel vom Montparnasse
- 1932: Quick
- 1932: Der Rebell
- 1932: Wenn die Liebe Mode macht
- 1933: The Best of Enemies
- 1933: Die Schule der Liebe (My Weakness)
- 1933: Meine Lippen lügen nicht (My Lips Betray)
- 1934: Struensee – Mein Herz der Königin (The Dictator)
- 1935: Verlaß mich niemals mehr (Escape Me Never)
- 1935: Der rote Sultan (Abdul the Damned)
- 1935: Die 39 Stufen (The 39 Steps)
- 1935: Bulldog Jack
- 1935: Car of Dreams
- 1935: First a Girl
- 1935: The Clairvoyant
- 1935: The Tunnel
- 1935: Stormy Weather
- 1936: Tudor Rose
- 1936: Rhodes of Africa
- 1936: Geheimagent (Secret Agent)
- 1936: Sabotage
- 1936: East Meets West
- 1936: Everything is Thunder
- 1936: Head over Heels
- 1936: Wie es euch gefällt (As You Like It)
- 1937: Träumende Augen (Dreaming Lips)
- 1937: Take My Tip
- 1937: Action for Slander
- 1938: We’re Going to be Rich
- 1938: Stolen Life
- 1939: French Without Tears
- 1940: Under Your Hat
- 1941: Jeannie
- 1941: He Found a Star